# Pakikiran
Pakikiran is een bestuurslaag in het regentschap Banjarnegara van de provincie Midden-Java, Indonesië. Pakikiran telt 2327 inwoners (volkstelling 2010).